# Samostan Palčo
Samostan Palčo ali samostan Pelkhor Čode (kitajsko: 白居寺; pinjin: Báijū sì, tibetansko དགའ་ལྡན་དགོན།, Wylie: dga' ldan dgon) ali Šekar Gjantse je glavni samostan v dolini reke Njang Ču v Gjantseju, okrožje Gjantse, prefektura Šigatse, Avtonomna pokrajina Tibet. Samostansko območje je kompleks struktur, ki poleg samostana Tsuklakhang vključuje tudi njegov Kumbum, za katerega se domneva, da je največja tovrstna stavba v Tibetu, ki je najbolj znan po svojih 108 kapelah v več nadstropjih in starem dzongu ali utrdba.

## Zgodovina
Najzgodnejša zgodovina samostana Pelkhor Čode sega v deveto stoletje. Pelkhor-tsen, sin Langdarme (protibudističnega kralja Zahodnega Tibeta), po katerem je samostan poimenovan kot Pelkhor Čode, je živel tukaj in poskušal ohraniti dinastijo Jarlung svojega očeta, ki je bil umorjen.
Mesto Gjantse je bilo ustanovljeno med 14. in 15. stoletjem kot fevdat, pri čemer je sekta Sakja igrala ključno glavno vlogo. V tem obdobju so bili zgrajeni tudi budistični spomeniki z dzongom (stara utrdba), ki sta mu sledila Kumbum in samostan Pekor. Vse tri stavbe so datirane. Tempelj Tsuklakhang je zgradil princ Rabton Kunzang Phak med letoma 1418 in 1425. Vendar je zgodovinski pomen Gjantseja do konca 15. stoletja upadel.
Tsuklakhang, glavni tempelj samostana, je v letih 1418–1428 zgradil Rabten Kunzang Phak, drugi princ Gjantseja, ki je bil privrženec Kedruba Džedža (1385–1438), enega Tsongkapinih vodilnih učencev, pozneje priznanega za 1. pančenlama. Postal je pomembno središče sekte Sakja tibetanskega budizma. Kumbum ali Tašigomang, ki ga je začel graditi leta 1427 in dokončal do leta 1437, tudi princ Rabten Kunzang Phak. Sledilo je več drugih stavb, pri čemer so budistične sekte, kot so Sakjapa, Džalupa in Gelukpa, zgradile verske fakultete ali puščavnice; do konca 17. stoletja je bilo zabeleženih 16 visokih šol, ki so se v začetku 19. stoletja povečale na 18. Vendar so jih večino kasneje zaprli. Zdaj ostajata samo še dva kolegija reda Gelukpa, za katera velja, da nimata velikega pomena.
Še en dokaz obdobja princa Rabtena Kunzanga Phaka je javna razstavitev dveh velikanskih slik; (Thangka) Bude Šakjamunija ob strani njegovih dveh glavnih učencev, Maitreje, Mandžušrija in mnogih drugih, ob prazniku Gjantse, ki poteka v četrtem lunarnem mesecu tibetanskega koledarja. Ta praksa se je začela med letoma 1418 in 1419 v severovzhodnem kotu samostanskega obzidja, znanem kot Goku Tramsa.
Leta 1904 so mesto in samostan napadli britanski vojaki pod vodstvom Francisa Younghusbanda (ki je poveljeval 1000 vojakom, 10.000 služabnikom in 4000 jakom) in čeprav je bila večina škode pozneje obnovljena, ostajajo v samostanu luknje od strelnih nabojev od tega napada do danes. Po zavzetju utrdbe Gjantse je sporazum, ki ga je podpisal tibetanski regent, povzročil ustanovitev britanskih trgovinskih misij v Gjantseju in gori Kailaš v Tibetu. Leta 1906 so Britanci podpisali sporazum s kitajskimi oblastmi, ki je vzpostavil njihov vpliv na Tibet in tako »dejansko končal tako britanski kot ruski vpliv«.
Leta 1959 po uporu proti kitajski oblasti je bil delno uničen. Med kulturno revolucijo je bil ponovno izropan, a je bil od takrat v veliki meri obnovljen. Pred uporom je bilo 1520 menihov, zdaj pa jih je manj kot 80.

## Arhitektura
Arhitekturno je samostan Pelkhor zlitje hanske, tibetanske in nepalske arhitekture. Najbolj osupljiva arhitektura v kompleksu, simbol Gjantseja, je Bodhi Dagoba (tibetansko ime Pelkhor Čoede), popularno imenovana Kumbum. To je 32 metrov visoka stavba, devetstopenjska s 108 vrati (108 interpretiranih kot devetstopenjska struktura, ki predstavlja prostor, pomnožen s časovnim elementom 12 zodiakalnih znamenj) in 76 kapelami in svetišči; od devetih nadstropij je prvih pet kvadratne oblike, ostala pa so okrogla, kar ji daje piramidasto podobo. Imenuje se tudi »Deset tisoč Budovih pagod«, saj je v njej zaklenjenih približno deset tisoč figur Bud v obliki podob in fresk. Ima sto kapelic, ki se med seboj prekrivajo, kar se imenuje struktura 'stolp na stolp'. Kapele imajo najboljši prikaz tibetanske umetnosti v»"živih barvah in naturalističnem slogu«; v obrazih stenskih poslikav se razločijo kitajske podobe. Tukaj so zastopane tri budistične sekte, in sicer Sakjapa, Kadampa in Gelugpa. Velja za največjega od treh Kumbumov v Tibetu; druga dva sta Jonang Kumbum in Čing Rivoče.

### Kumbum
Kumbum ima devet nadstropij ali stopenj in vsaka stopnja ima edinstvene kapele. 76 kapel ima podobe, ki tvorijo »postopno hierarhijo tridimenzionalnih manadal, kot je opisano v Sakjapini zbirki, znani kot Drubtob Gjatsa, ki zagotavlja, da stupa v sebi zajema celotno duhovno pot in stopnjevanje tanter«.
Prvi nivo Kumbuma ima stopnišča na kardinalnih točkah, ki vodijo v drugi nivo, pri čemer je glavni vhod tisti z južne strani. Druga stopnja ima 20 kapel, v katerih so slike krijatanter v vrstnem redu urinega kazalca. Tretja stopnja ima 16 kapel in prikazuje tudi podobe krijatanter skupaj s Carkatantrami, razporejenimi v vrstnem redu urinega kazalca. V četrtem nivoju je dvajset kapel, ki prikazujejo podobe jogatanter v vrstnem redu urinega kazalca. Peta stopnja ima 12 kapel, ki prikazujejo imetnike rodu. V šestem nivoju so štiri kapele, ki prikazujejo božanstva jogatantre. Sedmi nivo ima eno samo kapelo z 10 mandalami, edinstveno upodobitvijo »razreda očeta neprekosljivih jogatanter«. Osmi nivo ima prav tako eno samo kapelo, vendar prikazuje 11 mandal »materinskega razreda neprekosljivih jogatanter«. Zadnji in deseti nivo ima eno samo kapelo, ki ima idola Vadžradhara Bude, vendar jo »obdajajo mojstri Kalačakre«.

### Tempelj Tsulaklakang
Tsulaklakang je glavni tempelj. Ima zborno dvorano, ki se v tibetanščini imenuje Tshomčen in je dobro ohranjena. Struktura ima tri nadstropja in ima dobro ohranjene freske in podobe iz 15. stoletja.
V pritličju so ob samem vhodu štiri podobe štirih kraljev varuhov. Na vhodu v glavno zborno dvorano je zaščitno svetišče Gonkhang. Impresivna dvorana z 48 stebri je okrašena s številnimi svilenimi thangkami, podobami zaščitnikov Sakja, freskami zastrašujočih prizorov s kostnic in več izvirnimi slikami in skulpturami v tibetanskem slogu iz 15. stoletja. Upodobljeni zaščitniki Sakja so: Pandžurantha (Gompa Gur), Mahakala s šestimi rokami, Šri Devi in Ekadžati. Notranje svetišče v glavni kapeli ima idole Bude treh časov z bronastim kipom Bude Šakjamunija kot glavnega božanstva v središču. Ta podoba je visoka 8 metrov in je narejena iz približno 14.000 kilogramov bakra. Tri podobe Bude spremljajo tudi podobe Mandžugoše in Maitreje v stoječi drži. Celotne notranje stene kapele so poslikane s prizori iz Suter ugodnega akona (Bhadrakalpikasutra). V kapeli Vadžradhatu (Dorje Ying Lhakhang) na zahodu je kip Sarvavida Vairočana, narejen iz gline, pobožen in obdan s štirimi meditacijskimi Budami. Tukaj je na ogled tudi z zlatom vpisan rokopis Kangjurja iz leta 1431. Kraljeva kapela (Čogjel Lakhang) prikazuje glinene podobe starodavnih kraljev. V tej kapeli so vidne tudi podobe Atiše, Kamalašile, Padmasambhave, Šantarakšite, Manjušrija, Avalokitešvare z enajstimi obrazi, Vadžrapanija in Šakjašrija iz Kašmirja. Velik kip Maitreje v središču te kapele naj bi bil poznejši dodatek. Južna stena te kapele prikazuje relikviarij princa Rabtena Kunzanga Phaka (ustanovitelja templja) v poglobljeni komori in tudi številne zvezke kanoničnih besedil.
V zgornjem nadstropju je pet kapel. Hrani glinene podobe rodu Sakjapa. Izstopajoče podobe, ki jih vidimo tukaj, so: tridimenzionalni model mandalne palače božanstva Cakrasaṃvare, jogijske poze štiriinosemdesetih Mahasiddh iz starodavne Indije, Maitrejeva kapela in sveta majhna podoba Tare. Kapela Tsongkhapa v istem nadstropju ima podobe Tsongkhape, 7. dalajlame, Šakjamunija, Buton Rinčen Druba, Sakja Pandita, Padmasambhave in Sakjapa lam iz rodu Lamdre. Neten Lakhang je še ena kapela, ki ima podobe šestnajstih starešin v kitajskem slogu, poleg podob petih vidikov Mandžušrija in štirih kraljev varuhov.
V zgornjem nadstropju je kapela Džaljekhang, ki ima na stenah naslikanih 15 mandal s premerom 8 metrov, povezanih z meditacijskimi božanstvi. Upodobljene so podobe Džovo Šakjamunija, Maitreje, Mandžušrija, Tsongkhape z njegovimi učenci, Amitajusa, Tare, Sitatapatre in Padmasambhave. Kapele v tem nadstropju vsebujejo tudi podobe Bude Amitabhe, Dakinijev in ezoterične freske.

### Džacang (dvorana za menihe)
Džacang je stanovanjska četrt menihov. Za vsako sekto je ločena dvorana.

### Freske
Stenske poslikave na teme »ezoteričnega in eksoteričnega budizma« ter zgodbe o Budi so v samostanu v izobilju.

### Trdnjava GJantse
Utrdba Gjantse ali Gjantse Dzong (Džjangzi Dzong), zgrajena na razgibanih hribih, ki obdajajo mesto Gjantze (nekoč tretje največje mesto v Tibetu), ima za mestom prijetno prisotnost. Trdnjava je datirana v leto 1268, v notranjosti pa je grad zgradil tudi lokalni princ Phakpa Pelzangpo (1318–1370), ki je bil vpliven pri vladarjih Sakjape. Budistični guru Butan Rinčen Drub iz Džaluja je tu prebival na povabilo princa in ga postavil za svoj verski sedež. Kasneje, v 14. stoletju, so palačo preselili iz utrdbe v mesto Gjantse, kjer je Kunga Phakpa zgradil večji kompleks stavb in samostanov. V tem obdobju je zgradil tudi tempelj na vrhu hriba, imenovan Sampel Rinčenling. Vendar je to zdaj samo ruševine, razen nekaterih fresk, izdelanih v pristnem slogu Nevari in tibetanskem Gjantse slogu.

## Festival
Najbolj priljubljen praznik, ki ga praznujejo v samostanu, poteka 15. aprila. Znan je kot festival Saka Dava v spomin na Sakjamunija, ustanovitelja budizma; ta dan naj bi zaznamoval njegov rojstni dan in tudi dan njegove smrti. Ob tej priložnosti petsto lam poje sutre, ko so prisotni lokalni ljudje. Konjske dirke in lokostrelski festivali potekajo sredi četrtega luninega meseca.

## Galerija
- Svetilke iz jakovega masla
- Budistična umetnost
- Budistična umetnost
- Budistični rokopisi